# Philip P. Campbell

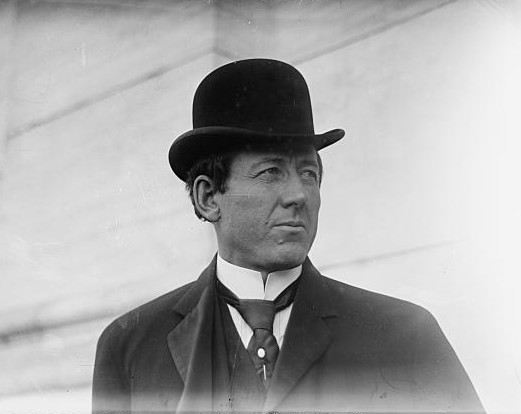
Philip P. Campbell (1909)

Philip Pitt Campbell (* 25. April 1862 auf Cape Breton Island, Nova Scotia, Kanada; † 26. Mai 1941 in Washington, D.C.) war ein US-amerikanischer Politiker. Zwischen 1903 und 1923 vertrat er den dritten Wahlbezirk des Bundesstaates Kansas im US-Repräsentantenhaus.

## Werdegang
Im Jahr 1867 kam Philip Campbell mit seinen Eltern in das Neosho County in Kansas. Dort besuchte er die öffentlichen Schulen. Bis 1888 studierte er an der Baker University in Baldwin City (Kansas). Nach einem Jurastudium und seiner 1889 erfolgten Zulassung als Rechtsanwalt begann er in Pittsburg in seinem neuen Beruf zu arbeiten.
Campbell war Mitglied der Republikanischen Partei. Bei den Kongresswahlen des Jahres 1902 wurde er als deren Kandidat im dritten Distrikt von Kansas in das US-Repräsentantenhaus in Washington gewählt, wo er am 4. März 1903 die Nachfolge von Alfred Metcalf Jackson antrat. Nach neun Wiederwahlen konnte er bis zum 3. März 1923 insgesamt zehn Legislaturperioden im Kongress absolvieren. Dort war er von 1909 bis 1911 Vorsitzender des Ausschusses, der sich mit den Deichanlagen entlang des Mississippi befasste. Von 1919 bis 1923 war er Mitglied im Committee on Rules. Bei den Wahlen des Jahres 1922 wurde Campbell allerdings nicht bestätigt. In seine Zeit im Kongress fiel der Erste Weltkrieg. Außerdem wurden zwischen 1913 und 1919 vier Zusätze zur Verfassung der Vereinigten Staaten verabschiedet. Dabei ging es um die Steuergesetzgebung, die Direktwahl der US-Senatoren, das Frauenwahlrecht und die Alkoholprohibition.
Im Jahr 1924 war Campbell Delegierter zur Republican National Convention in Cleveland, auf der Präsident Calvin Coolidge für eine weitere Amtszeit nominiert wurde. In den folgenden Jahren bis zu seinem Tod im Jahr 1941 arbeitete Philip Campbell als Rechtsanwalt in Washington.